# Le Cours de la Seine
Le Cours de la Seine est un triptyque de grand format réalisé par le peintre français Raoul Dufy en 1937 pour l'Exposition universelle à Paris. Exécutées à la peinture à l'huile, ces trois toiles constituent un paysage représentant l'écoulement de la Seine entre Paris à droite et Le Havre à gauche, tandis qu'elle passe par Rouen au centre, où trois femmes nues servent d'allégories au fleuve et à ses affluents, la Marne et l'Oise. Partie des collections de la Cité de l'architecture et du patrimoine, l'œuvre se trouve depuis 1978 en dépôt au musée des Beaux-Arts de Rouen, où pendant une vingtaine d'années elle a été recouverte sur une cimaise par Le Martyre de sainte Agnès, de Joseph-Désiré Court.

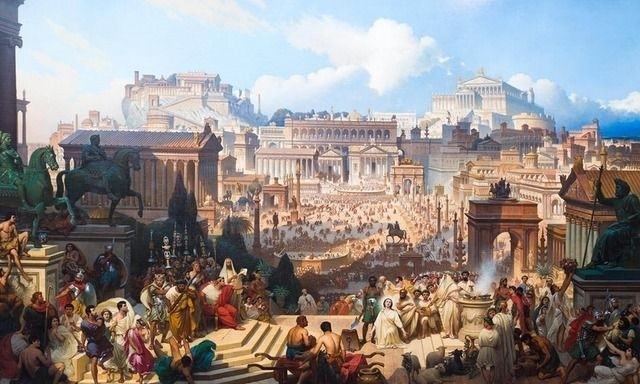
Joseph-Désiré Court, Le Martyre de sainte Agnès, 1864 – Musée des Beaux-Arts de Rouen, Rouen.